# Ordre nouveau
Ordre nouveau (nome completo: Centre de recherche et de documentation pour l'avènement d'un ordre nouveau dans les domaines social, économique et culturel) è stato un movimento politico extraparlamentare dell'estrema destra francese.

## Storia
Nasce nel novembre 1969 a Parigi da gruppi eterogenei dell'estrema destra nazionalista, giovani studenti medi e universitari uniti nella rivista Occident, sottoproletari non inquadrati dalla "gauche", anziani provenienti dalle file dell'OAS si raccolgono per dare vita a quello al movimento di estrema destra antiliberista.
I fondatori furono: William Abitbol, Marie-Françoise David, Gérard Écorcheville, Hugues Leclère, Jack Marchal, Alain Robert e François Duprat. Il primo presidente divenne l'avvocato Jean-François Galvaire.
Il nome richiamava l'italiano Centro Studi Ordine Nuovo fondato nel 1956 da Pino Rauti. Il simbolo adottato fu la "croix celtique" (croce celtica) simbolo largamente diffuso in Irlanda, Scozia e Inghilterra, ciò a significare le radici profonde e cristiane della vecchia Europa. La sede parigina era a poche centinaia di metri dalla Sorbona, di fronte al quartiere latino e precisamente al numero 8 di rue des Lombards, il portone era di acciaio nero blindato con grande croce celtica bianca, segnato dalle incursioni e dalle fiamme delle bombe Molotov. La più grande manifestazione pubblica si tenne al palais des Sports il 9 marzo 1971 con l'infiammato comizio di Francois Brigneau.
Ordre nouveau fu sciolto e messo fuori legge nel 1973. Molti esponenti fondarono nel 1972 il Front national, ed altri, nel 1974, il Partito delle Forze Nuove (Parti des forces nouvelles) di Jean-Louis Tixier-Vignancour.